# Stimmkreis Ansbach-Süd, Weißenburg-Gunzenhausen
Der Stimmkreis Ansbach-Süd, Weißenburg-Gunzenhausen ist einer von rund 90 Stimmkreisen bei Wahlen zum Bayerischen Landtag und zu den Bezirkstagen sowie bei Volksentscheiden. Er gehört zum Wahlkreis Mittelfranken.
Mindestens seit der Landtagswahl 2008 umfasst er den Landkreis Weißenburg-Gunzenhausen sowie die Städte Dinkelsbühl, Herrieden, Merkendorf, Ornbau, Wassertrüdingen, Wolframs-Eschenbach und die Gemeinden Arberg, Bechhofen, Burgoberbach, Burk, Dentlein a.Forst, Dürrwangen, Ehingen, Gerolfingen, Langfurth, Mitteleschenbach, Mönchsroth, Röckingen, Unterschwaningen, Weidenbach, Weiltingen, Wieseth, Wilburgstetten und Wittelshofen des Landkreises Ansbach. Die übrigen Gemeinden dieses Landkreises liegen im Stimmkreis Ansbach-Nord.

## Landtagswahl 2023
Zur Landtagswahl 2023 traten folgende Parteien und Direktkandidaten im Stimmkreis Ansbach-Süd, Weißenburg-Gunzenhausen an und erzielten folgende Ergebnisse:
| Nr. | Direktkandidat                | Partei           | Erststimmen in % | Gesamtstimmen in % |
| --- | ----------------------------- | ---------------- | ---------------- | ------------------ |
| 1   | Helmut Schnotz                | CSU              | 39,0             | 43,9               |
| 2   | Philipp Hörber                | GRÜNE            | 9,5              | 10,1               |
| 3   | Wolfgang Hauber               | Freie Wähler     | 18,8             | 14,8               |
| 4   | Michael Kempf                 | AfD              | 16,0             | 15,8               |
| 5   | Harald Dösel                  | SPD              | 8,4              | 7,6                |
| 6   | Thomas Kestler                | FDP              | 2,0              | 1,8                |
| 7   | Nadja Gschwendtner            | LINKE            | 1,5              | 1,4                |
| 8   | Michael Weigl                 | BP               | 0,8              | 0,6                |
| 9   | Kilian Welser                 | ÖDP              | 1,6              | 1,6                |
| 10  | Horst Wester                  | Tierschutzpartei | 1,4              | 1,3                |
| 11  | -                             | PdH              | -                | 0,1                |
| 12  | Ulrich Schild von Spannenberg | dieBasis         | 1,1              | 1,0                |

## Landtagswahl 2018
Im Stimmkreis waren insgesamt 125.838 Einwohner wahlberechtigt. Die Landtagswahl am 14. Oktober 2018 hatte folgendes Ergebnis:
| Direktkandidat   | Partei               | Erststimmen in % | Gesamtstimmen in % | Veränderung der Gesamtstimmen im Vergleich zur Landtagswahl 2013 in % |
| ---------------- | -------------------- | ---------------- | ------------------ | --------------------------------------------------------------------- |
| Manuel Westphal  | CSU                  | 43,5             | 44,4               | − 5,4                                                                 |
| Harald Dösel     | SPD                  | 9,0              | 8,2                | − 10,3                                                                |
| Wolfgang Hauber  | Freie Wähler         | 13,5             | 13,0               | + 3,1                                                                 |
| Winfried Kucher  | GRÜNE                | 13,7             | 14,4               | + 6,6                                                                 |
| Gabriele Bartram | FDP                  | 2,8              | 2,7                | + 0,2                                                                 |
| Heinz Rettlinger | LINKE                | 3,1              | 2,9                | + 0,7                                                                 |
| Michaela Weigl   | BP                   | 0,7              | 0,6                | − 0,3                                                                 |
| Reinhard Ebert   | ÖDP                  | 1,6              | 1,5                | − 0,5                                                                 |
| Markus Wanger    | PIRATEN              | 1,0              | 0,9                | − 1,2                                                                 |
| Werner Bloos     | Die Franken          | 1,1              | 1,0                | − 1,1                                                                 |
| Siegfried Lang   | AfD                  | 9,6              | 9,5                | + 9,5                                                                 |
| -                | mut                  | -                | 0,1                | + 0,1                                                                 |
| -                | Die Partei           | -                | 0,3                | + 0,3                                                                 |
| -                | Gesundheitsforschung | -                | 0,1                | + 0,1                                                                 |
| Daniel Moshammer | V-Partei³            | 0,4              | 0,3                | + 0,3                                                                 |

Nachdem Manuel Westphal zum 1. Mai 2020 Landrat des Landkreises Weißenburg-Gunzenhausen wurde, rückte für ihn Alfons Brandl in den Landtag nach.

## Landtagswahl 2013
Die Wahlbeteiligung der 125.840 Wahlberechtigten im Stimmkreis betrug 62,4 Prozent, bei einem Landesdurchschnitt von 63,9 Prozent war dies Rang 60 unter den 90 Stimmkreisen. Das Direktmandat ging an Manuel Westphal (CSU).
| Direktkandidat               | Partei       | Erststimmen | Gesamtstimmen | Gesamtstimmen ggü. Bayern (%p) | Gesamtstimmen ggü. 2008 (%p) |
| ---------------------------- | ------------ | ----------- | ------------- | ------------------------------ | ---------------------------- |
| Manuel Westphal              | CSU          | 49,0 %      | 49,9 %        | +2,2 %                         | +0,0 %                       |
| Harald Dösel                 | SPD          | 19,8 %      | 18,6 %        | −2,0 %                         | −0,8 %                       |
| Wolfgang Hauber              | FREIE WÄHLER | 10,1 %      | 9,9 %         | +0,9 %                         | −0,1 %                       |
| Dirk Sauer                   | GRÜNE        | 6,6 %       | 7,8 %         | −0,8 %                         | +1,9 %                       |
| Pierre Horrolt               | FDP          | 2,5 %       | 2,5 %         | −0,8 %                         | −2,5 %                       |
| Sebastian Pfahler            | DIE LINKE    | 2,0 %       | 2,2 %         | +0,1 %                         | −2,1 %                       |
| Reinhard Ebert               | ÖDP          | 2,2 %       | 2,1 %         | +0,1 %                         | +0,0 %                       |
| Peter Krauthansl             | REP          | 1,1 %       | 1,0 %         | +0,0 %                         | −0,5 %                       |
| Michael Heiß                 | NPD          | 1,2 %       | 1,2 %         | X                              | −0,3 %                       |
| Inge Henck-Wagler            | BP           | 1,0 %       | 0,9 %         | −1,2 %                         | +0,8 %                       |
| Keine Teilnahme im Wahlkreis | BüSo         | X           | X             | X                              | X                            |
| Keine Teilnahme im Wahlkreis | DIE FREIHEIT | X           | X             | X                              | X                            |
| Keine Teilnahme im Wahlkreis | FRAUENLISTE  | X           | X             | X                              | X                            |
| Hedwig Bosch-Armbrüster      | DIE FRANKEN  | 2,4 %       | 2,1 %         | X                              | X                            |
| Tilko Dietert                | PIRATEN      | 2,1 %       | 2,0 %         | +0,0 %                         | X                            |

## Landtagswahl 2008
Bei der Landtagswahl 2008 waren im Stimmkreis 125.860 Einwohner wahlberechtigt. Die Wahlbeteiligung lag bei 59,2 %. Die Wahl hatte folgendes Ergebnis:
| Direktkandidat       | Partei                | Erststimmen in % | Gesamtstimmen in % | Veränderung der Gesamtstimmen im Vergleich zur Landtagswahl 2003 in % |
| -------------------- | --------------------- | ---------------- | ------------------ | --------------------------------------------------------------------- |
| Gerhard Wägemann     | CSU                   | 47,2             | 49,9               | - 13,4                                                                |
| Christa Naaß         | SPD                   | 22,3             | 19,4               | - 0,8                                                                 |
| Martin Krippl        | Bündnis 90/Die Grünen | 5,3              | 5,9                | + 0,3                                                                 |
| Otto Sparrer         | Freie Wähler          | 9,8              | 10,0               | + 6,0                                                                 |
| Sigrid Niesta-Weiser | FDP                   | 5,2              | 5,0                | + 2,9                                                                 |
| Manfred Kitzberger   | REP                   | 1,6              | 1,5                | - 0,7                                                                 |
| Hartmut Malecha      | ödp                   | 2,3              | 2,1                | + 0,5                                                                 |
| -                    | BP                    | -                | 0,1                | - 0,2                                                                 |
| -                    | BüSo                  | -                | -                  | - 0,1                                                                 |
| Ramona Tax           | Die Linke             | 4,2              | 4,3                | + 4,3                                                                 |
| Bruno Walter         | VIOLETTE              | 0,4              | 0,4                | + 0,4                                                                 |
| Michael Heiß         | NPD                   | 1,7              | 1,5                | + 1,5                                                                 |